# Stack It Up
Singles par Liam Payne
Polaroid
(2018) All I Want (for Christmas)
(2019)
Singles par A Boogie wit da Hoodie
Mood Swings
(2019) Stretch You Out
(2019)
Stack it up est une chanson du chanteur anglais Liam Payne en duo avec le rappeur américain A Boogie wit da Hoodie, sortie le 18 septembre 2019 sous le label Capitol Records et apparaît sur l'album LP1.

## Promotion
Liam Payne annonce la date de sortie du single ainsi que la pochette du single, le 10 septembre 2019. 